# Benjamin I.

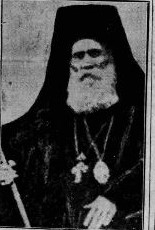
Patriarch von Constantinople Benjamin I. (1936)

Benjamin I. (Christodoulou) (* 18. Januar 1871 in Edremit; † 17. Februar 1946) war von 1936 bis 1946 Patriarch von Konstantinopel und Ehrenoberhaupt der orthodoxen Christenheit.
Als Metropolit von Hereklia (Eregli) wurde er im Januar 1936 vom Heiligen Synod zum Nachfolger des verstorbenen Patriarchen Photios II. gewählt. Sein unterlegener Gegenkandidat Maximos Vaportzis, den die griechische Regierung favorisierte, sollte ihm 1946 als Patriarch Maximos V. nachfolgen. Benjamin I. empfing als erster Patriarch von Konstantinopel seit dem 16. Jahrhundert einen offiziellen päpstlichen Vertreter in der Person von Angelo Giuseppe Roncalli (dem nachmaligen Papst Johannes XXIII.), der während des Zweiten Weltkriegs als vatikanischer Diplomat in der Türkei tätig war. In sein Pontifikat fiel u. a. die Verleihung der Autokephalie an die orthodoxe Kirche Albaniens. Die orthodoxe Kirche Polens entzog sich in den nach dem Hitler-Stalin-Pakt von der Sowjetunion besetzten Landesteilen unter Druck der Jurisdiktionsgewalt des Ökumenischen Patriarchats.
1941 zerstörte ein verheerender Brand den Sitz des Patriarchen im Phanar am Goldenen Horn in Istanbul, der erst unter Patriarch Demetrius I. (1972–1991) wiederaufgebaut werden konnte.